# Concerto per pianoforte e orchestra n. 1 (Liszt)
Il Concerto per pianoforte e orchestra n. 1 in Mi bemolle maggiore, S.124 è una composizione di Franz Liszt scritta fra il 1849 e il 1856. Il musicista ungherese impiegò ben 26 anni per portarlo a termine. Se i temi principali furono composti nel 1830, la prima stesura dell'opera è datata nel 1849, mentre quella definitiva risale al 1856.

## Genesi
I temi principali del Concerto per pianoforte ed orchestra n. 1 di Franz Liszt sono scritti su un blocco per appunti datato 1830, quando il compositore aveva diciannove anni. Pare che abbia completato il lavoro nel 1849, altri aggiustamenti furono fatti fino al 1853. Avendo ancora una scarsa padronanza nell'orchestrazione cercò un aiuto in Joachim Raff, un suo allievo. La prima esecuzione ebbe luogo a Weimar nel 1855, con l'autore al pianoforte e Hector Berlioz alla direzione d'orchestra. Liszt apportò ancora alcuni cambiamenti prima della pubblicazione ufficiale avvenuta nel 1857.

## Movimenti
Il concerto è formato da quattro movimenti:
1. Allegro maestoso
2. Quasi adagio
3. Allegretto vivace - Allegro animato
4. Allegro marziale animato